# Elias Katz
Elias Katz (Turku, Finlandia; 22 de junio de 1901-Gaza, Mandato británico de Palestina; 24 de diciembre de 1947) fue un atleta finlandés, especialista en la prueba de 3000 m  por equipo en la que llegó a ser campeón olímpico en 1924.

## Biografía
Katz nació en Turku (Finlandia), en una familia de origen judío.
En 1925, Katz se mudó a Berlín (Alemania), donde se unió al club deportivo judío Bar Kokhba. Trabajó en los grandes almacenes KWD en Berlín para mantenerse. En 1926, formó parte del equipo finlandés de cuatro miembros que estableció el récord mundial en la carrera de relevos de 1.500 metros. Una lesión en el tobillo le impidió participar en los Juegos Olímpicos de Verano de 1928 en Ámsterdam (Países Bajos), y trabajó como entrenador en el club Bar Kokhba hasta que los nazis llegaron al poder en Alemania y prohibieron a los judíos participar en actividades deportivas. En lugar de regresar a Finlandia, Katz decidió emigrar a Eretz Israel, en ese entonces bajo dominio británico, en 1933 junto con muchos otros miembros del club Bar Kokhba. Allí hebraizó su nombre a Eliyahu y entrenó a atletas de la Asociación Maccabi. Katz fue entrenador del equipo de atletismo palestino en los Juegos Maccabi de 1948. Su entrenamiento era voluntario en su tiempo libre; esperaba encontrar empleo como entrenador, pero no le pagaban por su trabajo y luchaba por ganarse la vida. Trabajó como guardia y encargado de mantenimiento en el estadio Maccabiah de Tel Aviv, albañil en obras de construcción y proyeccionista de cine itinerante para el ejército británico.

## Carrera deportiva
En los JJ. OO. de París 1924 ganó la medalla de oro en los 3000 m por equipo, consiguiendo 8 puntos, por delante de Reino Unido (14 puntos) y Estados Unidos (18 puntos), siendo sus compañeros de equipo: Paavo Nurmi, Ville Ritola. Además ganó la medalla de plata en los 3000 m  obstáculos, empleando un tiempo de 9:44.4 segundos, llegando a meta tras su compatriota Ville Ritola y por delante del francés Paul Bontemps (bronce).